# Gudusia chapra
Gudusia chapra är en fiskart som först beskrevs av Hamilton 1822.  Gudusia chapra ingår i släktet Gudusia och familjen sillfiskar. IUCN kategoriserar arten globalt som livskraftig. Inga underarter finns listade i Catalogue of Life.